# غيري ألين
غيري ألين (بالإنجليزية: Geri Allen)‏ هي عازفة الجاز وملحنة وموسيقية وعازفة بيانو وأستاذة جامعية ومنتجة أسطوانات أمريكية، ولدت في 12 يونيو 1957 في بونتياك في الولايات المتحدة، وتوفيت في 27 يونيو 2017 في فيلادلفيا في الولايات المتحدة بسبب سرطان.

## وصلات خارجية
- الموقع الرسمي
- غيري ألين على موقع IMDb (الإنجليزية)
- غيري ألين على موقع ميوزك برينز (الإنجليزية)
- غيري ألين على موقع أول ميوزيك (الإنجليزية)
- غيري ألين على موقع ديسكوغز (الإنجليزية)